# دينيس غازمش
دينيس غازمش هو شيوعي ماركسي لينيني (نهج ماوتسي تونغ) تركي ولد بأنقرة في 27 فبراير شباط عام 1947 أعدمته السلطات التركية في 6 مايو أيار 1972
شارك في الانتساب للمقاومة الفلسطينية عبر انتسابه للجبهة الشعبية الديموقراطية لتحرير فلسطين قبل أن تصبح الجبهة باسمها الحالي الجبهة الديموقراطية لتحرير فلسطين
من مؤسسي جيش التحرير الشعبي التركي التابع للحزب الشيوعي التركي (الماركسي اللينيني)،عمل غازمش مع حزب العمال التركي من أجل ترسيخ ما سمي بالثورة الوطنية الديموقراطية في تركيا ثم بناء الجمهورية الاشتراكية اعتقل مرات عديدة في مختلف الاحتجاجات وفي 11 يناير، 1971 اعتقل للمرة الأخيرة وحوكم في بتهمة العمل على الإطاحة بالنظام الدستوري التركي ورفع قرار الحكم بالإعدام لرئاسة الجمهورية التركية التي صادقت على القرار وتم إعدامه شنقاً يوم 6 مايو، 1972 في السجن المركزي جنباً إلى جنب مع أنقرة حسين عنان ويوسف أصلان.
يحتفل الشيوعيون الأتراك بذكرى اعدامه في السادس من مايو كل عام ويعتبر رمزاً للحركة الشيوعية الثورية في تركيا بالإضافة إلى إبراهيم كايباكايا.